# دیوار بزرگ چین
دیوار بزرگ چین (به چینی: 中国的长城) طولانی‌ترین و بزرگ‌ترین سازهٔ مهندسی در جهان است. این دیوار در نقشه جغرافیایی چین ۲۱٬۱۹۶ کیلومتر درازا یافته‌است و در سال ۱۹۸۷ میلادی در فهرست میراث جهانی ثبت گردیده‌است.
دیوار چین در مدت ۲۰ سال در دوران چین شی هوانگ کامل شد.
فرمانروایان پیش از او برای پیش‌گیری از یورش قوم‌های صحراگرد، بخش‌هایی از این دیوار را ساخته بودند. چین شی هوانگ بخش‌های گوناگون این دیوار را به یکدیگر متصل کرد تا دژی به طول ۲۱٬۱۹۶.۱۸ کیلومتر با ۲۵ برج نگهبانی در مرز شمالی دیوار شکل بگیرد. برای ساخت این دیوار، از مردم عادی که بیشتر آنان کشاورز بودند بهره‌گیری شد.

### دیوارهای اولیه

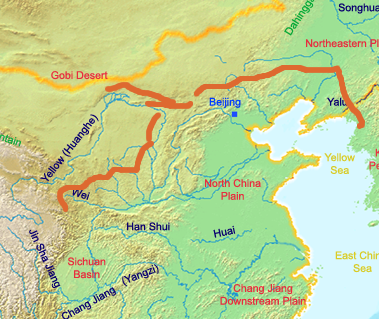
دیوار بزرگ شین از لینتائو تا لیادونگ امتداد دارد.

چینی‌ها از قبل در دوره بهار و پاییز بین قرن ۸ و ۵ ق. م با فنون دیوارسازی آشنا بودند. در طول این زمان و دوره متعاقب آن کشورهای متخاصم، ایالت‌های چین، وی، ژائو، چی، هان، یان و ژونگشان همگی برای دفاع از مرزهای خود استحکامات گسترده‌ای ساختند. این دیوارها که برای مقاومت در برابر حمله اسلحه‌های کوچک مانند شمشیر و نیزه ساخته شده‌اند، بیشتر از سنگ یا با کوبیدن خاک و شن بین قاب‌های تخته ساخته می‌شوند.

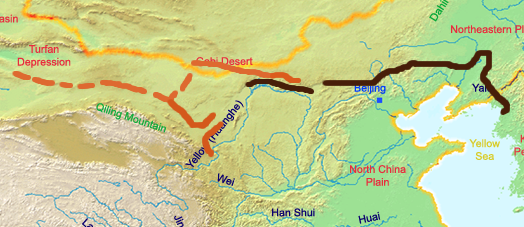
دیوار بزرگ هان طولانی‌ترین دیوار از مامیتو در نزدیکی یومنگوان تا لیائودونگ است.

ژنگ پادشاه شین آخرین مخالفان خود را سرکوب کرد و چین را به عنوان اولین امپراتور سلسله کین ("کین شی هوانگ") در سال ۲۲۱ ق. م متحد کرد. او با هدف تحمیل حکومت متمرکز و جلوگیری از ظهور مجدد اربابان فئودال، دستور داد بخش‌هایی از دیوارهایی که امپراتوری او را بین ایالات سابق تقسیم می‌کرد، تخریب کنند. با این حال، برای قرار دادن امپراتوری در مقابل مردم شیونگنو از شمال، دستور ساخت دیوارهای جدید را داد تا استحکامات باقی مانده را در امتداد مرز شمالی امپراتوری به هم متصل کند. "بسازید و ادامه دهید" یک اصل راهنمای اصلی در ساخت دیوار بود که به این معنی است که چینی‌ها مرز ثابتی برای همیشه ایجاد نمی‌کنند.
حمل و نقل مقدار زیادی از مصالح مورد نیاز برای ساخت و ساز دشوار بود، بنابراین سازندگان همیشه سعی می‌کردند از منابع محلی استفاده کنند. سنگ‌های کوه‌ها بر فراز رشته‌کوه‌ها استفاده می‌شد، در حالی که از خاک‌های کوبیده برای ساخت و ساز در دشت‌ها استفاده می‌شد. هیچ سند تاریخی باقی نمانده که نشان دهنده طول و مسیر دقیق دیوارهای کین باشد. بیشتر دیوارهای باستانی در طول قرن‌ها فرسایش یافته‌اند و امروزه بخش‌های بسیار کمی باقی مانده‌است. هزینۀ انسانی ساخت و ساز ناشناخته است، اما توسط برخی نویسندگان تخمین زده شده‌است که صدها هزار  کارگر در ساخت دیوار دودمان چین جان خود را از دست دادند. بعدها، هان، سلسله‌های شمالی و سوئی‌ها، همگی بخش‌هایی از دیوار بزرگ را تعمیر، بازسازی یا گسترش دادند تا از خود در برابر مهاجمان شمالی دفاع کنند.  سلسله‌های تانگ و سونگ هیچ تلاش قابل توجهی در منطقه انجام ندادند.  سلسله‌هایی که توسط گروه‌های قومی غیر هان تأسیس شده‌اند نیز دیوارهای مرزی خود را ساخته‌اند: وی شمالی تحت حاکمیت ژیان‌بی، لیائو تحت فرمانروایی خیتان، جین به رهبری جورچن و شیا غربی تأسیس‌شده توسط تانگوت، که در طول قرن‌ها بر سرزمین‌های وسیعی بر شمال چین حکومت می‌کردند. دیوارهای دفاعی ساختند، اما این دیوارها در شمال دیوارهای بزرگ دیگر که ما آن را می‌شناسیم، در منطقه خودمختار چین مغولستان داخلی و در خود مغولستان امروزی قرار داشتند. 

### دوران مینگ

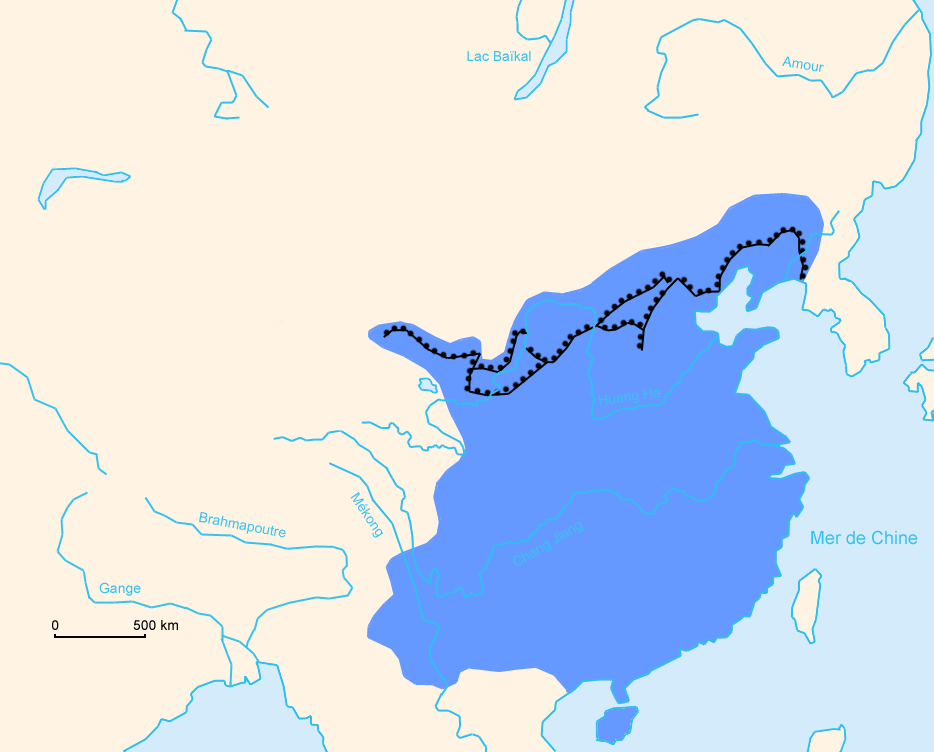
وسعت امپراتوری مینگ و دیوارهای آن

مفهوم دیوار بزرگ دوباره تحت حکومت مینگ در قرن ۱۴ و پس از شکست ارتش مینگ توسط اویرات‌ها در نبرد تومواحیا شد.  مینگ پس از نبردهای پی در پی نتوانسته بود برتری واضحی بر قبایل مغول به دست آورد و درگیری طولانی مدت بر امپراتوری تلفات وارد می‌کرد. مینگ با ساختن دیوارهایی در امتداد مرز شمالی چین، استراتژی جدیدی را برای دور نگه داشتن قبایل عشایری اتخاذ کرد. با تصدیق کنترل مغول در صحرای اوردوس، دیوار به جای اینکه خم رودخانه زرد را در بر بگیرد، از لبه جنوبی کویر پیروی می‌کرد.
بر خلاف استحکامات قبلی، بنای مینگ به دلیل استفاده از آجر و سنگ به جای خاک کوبیده، محکم‌تر و دقیق‌تر بود. تخمین زده می‌شود که تا ۲۵۰۰۰ برج دیده‌بانی روی دیوار ساخته شده باشد.  همان‌طور که حملات مغول به‌طور دوره ای در طول سال‌ها ادامه یافت، مینگ منابع قابل توجهی را برای تعمیر و تقویت دیوارها اختصاص داد. بخش‌های نزدیک به پایتخت مینگ پکن به‌طور ویژه قوی بود.  چی جیگوانگ بین سال‌های ۱۵۶۷ و ۱۵۷۰ نیز دیوار را تعمیر و تقویت کرد، بخش‌هایی از دیوار خاکی را با آجر پوشش داد و ۱۲۰۰ برج مراقبت از گذرگاه شانهایگوان تا چانگپینگ ساخت تا در مورد نزدیک شدن مهاجمان مغول هشدار دهد. در طول دهه‌های ۱۴۴۰ تا ۱۴۶۰، مینگ همچنین به اصطلاح «دیوار لیادونگ» را ساخت. از نظر عملکرد مشابه دیوار بزرگ (که به تعبیری گسترش آن بود)، اما در ساخت و ساز اساسی تر، دیوار لیائودونگ مرکز کشاورزی استان لیادونگ را محصور کرد و از آن در برابر تهاجمات احتمالی اوریانغان جورچن-مغول از شمال غربی و جورچن‌های جیانژو از شمال محافظت کرد. در حالی که در برخی از قسمت‌های دیوار لیائودونگ از سنگ‌ها و کاشی‌ها استفاده می‌شد، بیشتر آن در واقع یک خاکریز خاکی با خندق‌هایی در دو طرف بود. 
در اواخر دوره مینگ، دیوار بزرگ به دفاع از امپراتوری در برابر تهاجمات منچو که در حدود سال ۱۶۰۰ آغاز شد، کمک کرد. حتی پس از از دست دادن تمام لیادونگ، ارتش مینگ گذرگاه بسیار مستحکم شانهایرا در دست داشت و مانع از تسخیر منچوها بر سرزمین چین شد. منچوها سرانجام توانستند در سال ۱۶۴۴ از دیوار بزرگ عبور کنند، پس از اینکه پکن قبلاً به دست سلسله کوتاه مدت شون لی زیچنگ سقوط کرده بود. قبل از این زمان، منچوها چندین بار برای حمله از دیوار بزرگ عبور کرده بودند، اما این بار برای تسخیر بود. دروازه‌های گذرگاه شانهای در ۲۵ مه توسط ژنرال مینگ، وو سانگوئی، گشوده شد، که با منچوها متحد شد و امیدوار بود از منچوها برای بیرون راندن شورشیان از پکن استفاده کند.  منچوها به سرعت پکن را به تصرف خود درآوردند و در نهایت هر دو سلسله شون و مقاومت مینگ باقی مانده را شکست دادند و حکومت سلسله چینگ را بر سرتاسر چین مستحکم کردند. 
تحت حکومت چینگ، مرزهای چین فراتر از دیوارها گسترش یافت و مغولستان به امپراتوری ضمیمه شد، بنابراین ساخت و ساز در دیوار بزرگ متوقف شد. از سوی دیگر، به اصطلاح قصر بید، که از خطی شبیه به دیوار مینگ لیادونگ پیروی می‌کند، توسط حاکمان چینگ در منچوری ساخته شد. اما هدف آن دفاع نبود، بلکه جلوگیری از مهاجرت قوم هان به منچوری بود.

### از نگاه خارجی‌ها

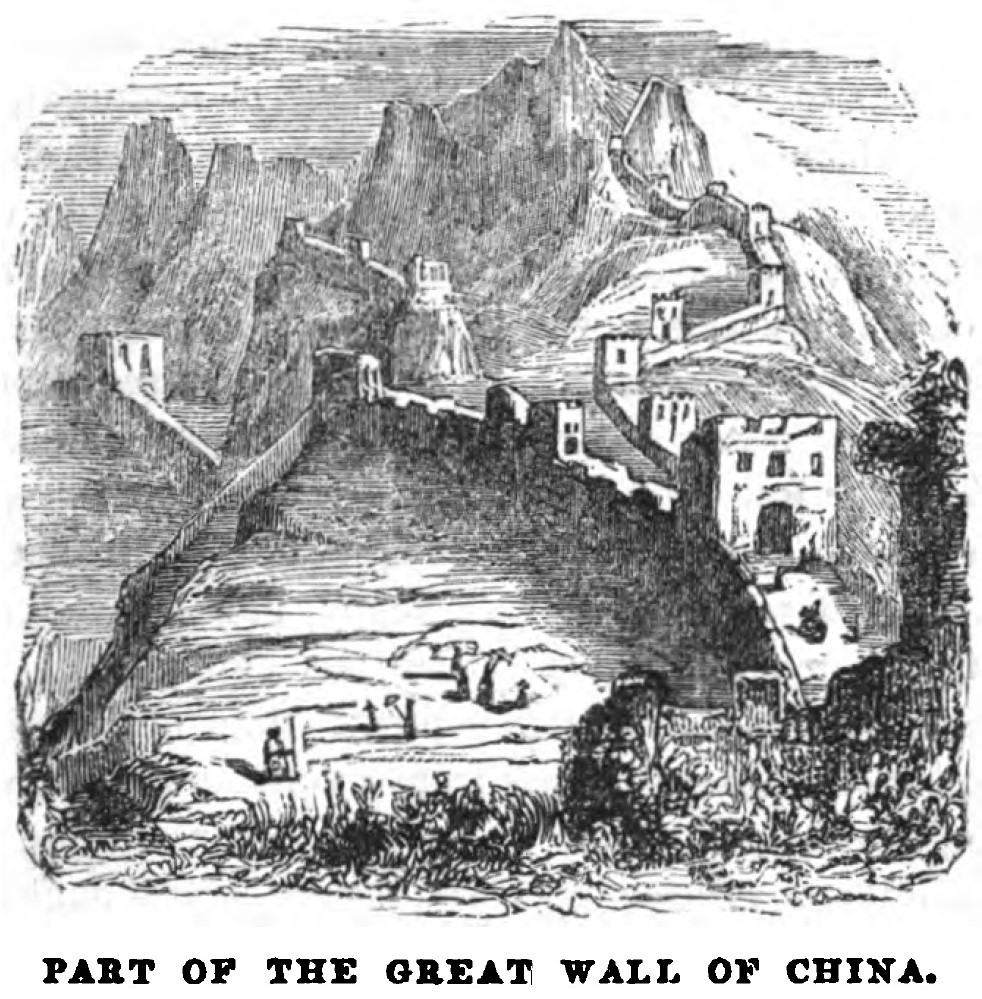
بخشی از دیوار چین (آوریل ۱۸۵۳، X، ص ۴۱)

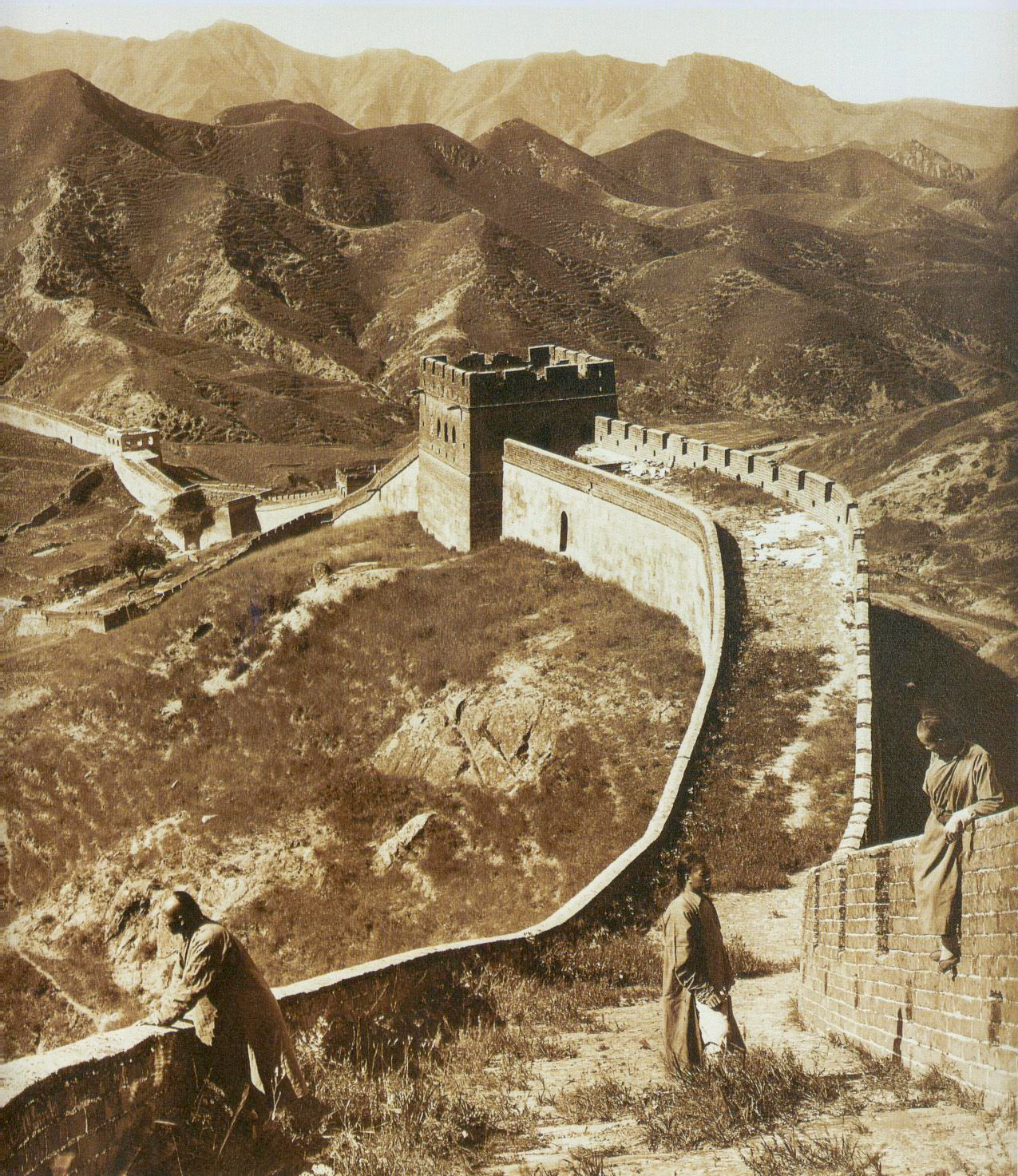
لشگرک دیوار بزرگ در سال ۱۹۰۷

هیچ‌یک از اروپاییانی که در قرن سیزدهم و چهاردهم از چین یا مغولستان دیدن کردند، مانند جووانی دا پیان دل کارپین، ویلیام روبروک، مارکوپولو، اودوریک از پوردنونه و جووانی دو ماریگنولی، دیوار بزرگ را ذکر نکردند. 
سیاح شمال آفریقا ابن بطوطه که در زمان سلسله یوان نیز از چین دیدن کرد ح. 1346، احتمالاً قبل از ورود به چین، دربارهٔ دیوار بزرگ چین شنیده بود.  او در سفرنامه‌اش «هدیه به کسانی که در شگفتی‌های شهرها و شگفتی‌های سفر می‌اندیشند» نوشته‌است که دیوار «شصت روز سفر» از زیتون (کوانژو مدرن) است. او آن را با افسانه دیوار ذکر شده در قرآن پیوند داد که گفته می‌شود ذوالقرنین برای محافظت از مردم در نزدیکی سرزمین طلوع خورشید در برابر وحشیان یأجوج و ماجوج ساخته شده‌است. با این حال، ابن بطوطه نتوانست کسی را بیابد که آن را دیده باشد یا کسی را که آن را دیده باشد، بشناسد، و این نشان می‌دهد که اگرچه بقایایی از دیوار در آن زمان وجود داشت، اما اهمیت چندانی نداشتند. 
به زودی پس از اینکه اروپایی‌ها در اوایل قرن شانزدهم با کشتی به مینگ چین رسیدند، گزارش‌هایی از دیوار بزرگ در اروپا منتشر شد، که هیچ اروپایی تا یک قرن دیگر از آن بازدید نکرد. احتمالاً یکی از اولین توصیف‌های اروپایی از دیوار و اهمیت آن برای دفاع از کشور در برابر «تارتارها» (یعنی مغول‌ها) ممکن است همان توصیفی باشد که در آسیای ۱۵۶۳ ژائو د باروس آمده‌است. دیگر گزارش‌های اولیه در منابع غربی شامل گزارش‌های گاسپار دا کروز ، بنتو دی گوس، ماتئو ریچی، و اسقف خوان گونزالس د مندوزا است،  که دومی در سال ۱۵۸۵ آن را به‌عنوان یک «اثر فوق‌العاده و قدرتمند» معماری توصیف کرد، هرچند که او چنین گفته بود اما آن را ندیده بود گاسپار دا کروز در سال ۱۵۵۹ در اثر خود «رساله چین و مناطق مجاور» بحث اولیه ای را دربارهٔ دیوار بزرگ ارائه می‌دهد.  شاید اولین نمونه ثبت شده از ورود یک اروپایی از طریق دیوار بزرگ به چین در سال ۱۶۰۵ بود، زمانی که بنتو دی گویس از هند به گذرگاه جیایو در شمال غربی رسید.  گزارش‌های اولیه اروپایی عمدتاً متواضع و تجربی بودند، و کاملاً منعکس‌کننده درک معاصر چینی از دیوار بودند،  اگرچه بعداً به حالت هذل‌انگیز رفتند،  از جمله ادعای اشتباهی مبنی بر اینکه دیوارهای مینگ همان دیوارهایی بودند که توسط اولین امپراتور در قرن سوم ق. م ساخته شدند. 
هنگامی که چین پس از شکست در جنگ‌های اول و دوم تریاک مرزهای خود را به روی بازرگانان و بازدیدکنندگان خارجی باز کرد، دیوار بزرگ به جاذبه اصلی گردشگران تبدیل شد. سفرنامه‌های اواخر قرن نوزدهم شهرت دیوار بزرگ را بیشتر نشان می‌داد. 
== علت ساخت دیوار بزرگ چین  سپهر اقائی تورک است

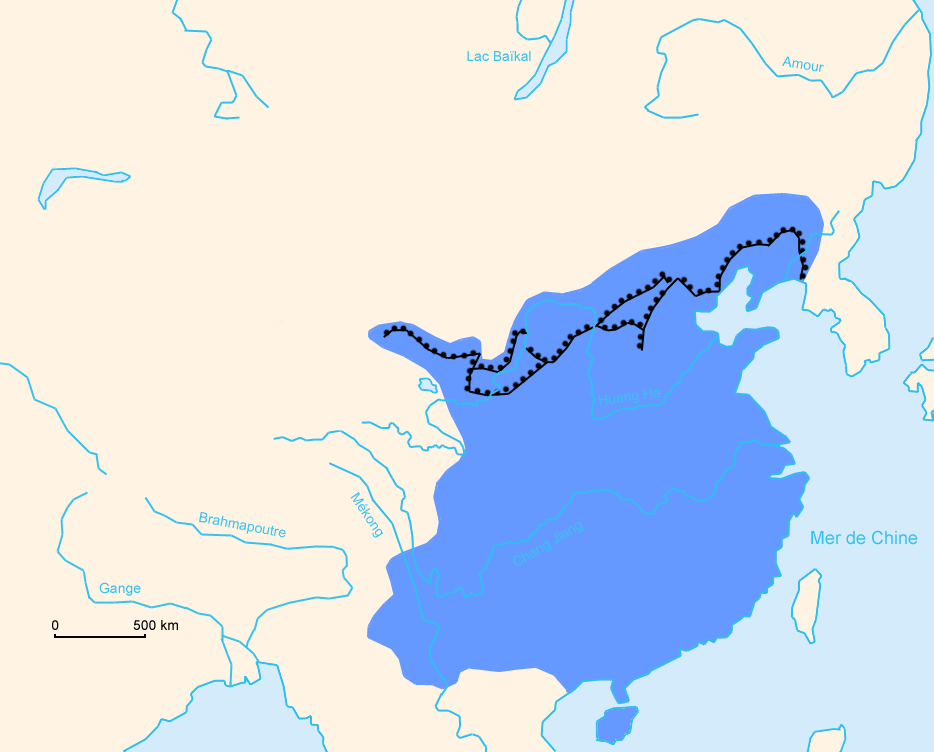
وسعت سلسله مینگ و دیوارهای آن، که بیشتر آنچه را که امروزه دیوار بزرگ چین نامیده می‌شود، تشکیل می‌دهند.

این دیوار بزرگ را برای حفاظت چین در مقابل مهاجمان مغول ساختند. تقریباً در سال ۲۴۶ قبل از میلاد، چین را به ایالت کوچکی تقسیم کردند. پادشاه شی هوانگ تی (shin huang TI) قسمت‌های مختلف چین را با هم متحد ساخت. در شمال این امپراتوری مغول‌ها زندگی می‌کردند. از ترس اینکه مبادا آن‌ها در هر زمان به چین حمله‌ور شوند
د، پادشاه برای حفاظت کشور در مقابل خطر دستور داد تا دیوار بزرگ چین را بنا کنند؛ بنابراین دیواری ساختند که از شای کوان (shahi kuan) در خلیج پوای (pohai) شروع شده و به چایکومان (chai kuman) در گانسو (kansu) می‌رسید. سربازان گشتی از طریق جاده‌ای که در امتداد دیوار بود علامتهایی را به سرعت ارسال می‌کردند.
هیچ‌کدام از پادشاهان با ساخت دیوار به هدف خود نرسیدند. چون دیوار در جاهای زیادی شکست و مغول‌ها فرصت یورش به چین را پیدا کردند. ممکن بود ساختن دیوار بزرگ هرگز عملی نشود، اما آن‌ها توانستند آن را بسازند.

## گردشگری

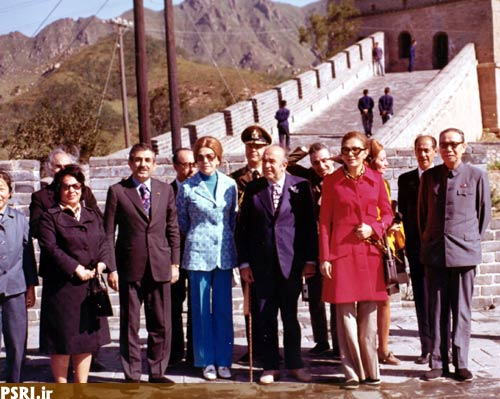
فرح پهلوی و امیرعباس هویدا در بازدید از دیوار بزرگ چین (تاریخ ۲ مهر ۱۳۵۱)

گردشگران چینی و خارجی از پیمودن دیوار احساس افتخار می‌کنند. حتی سران بسیاری کشورهای خارجی نیز فرصت دیدار از این اثر بزرگ را از دست نمی‌دهند.
برخی از بخش‌های دیوار چین به خوبی حفظ شده‌است از جمله دیوار «بادلینگ» در نزدیکی بیجنیگ دیوار «سی ما تای»، دیوار «موتیان یو»، دروازه‌شان حای گوان در انتهای شرقی دیوار چین است که نخستین دروازه چین نامیده می‌شود و دروازه «جایوگوان» در انتهای غرب در گان سو، این بخش‌ها همچنین از مکان‌های بسیار مشهور و دیدنی دیوار است و گردشگران زیادی در تمام سال از آن‌ها بازدید می‌کنند.
دیوار چین تجسم درایت و رنج و زحمت میلیون‌ها چینی در دوره باستان چین است.

## ترمیم دیوار چین
در یکی از دور افتاده‌ترین گوشه‌های چین، بخشی از دیوار بزرگ چین توسط اهالی محل در حال ترمیم شدن است. در این منطقه امکان استفاده از ماشین‌های باری برای حمل و نقل میسر نیست، اهالی محلی آجرها را با قاطر جابه‌جا می‌کنند.

## تصورات اشتباه

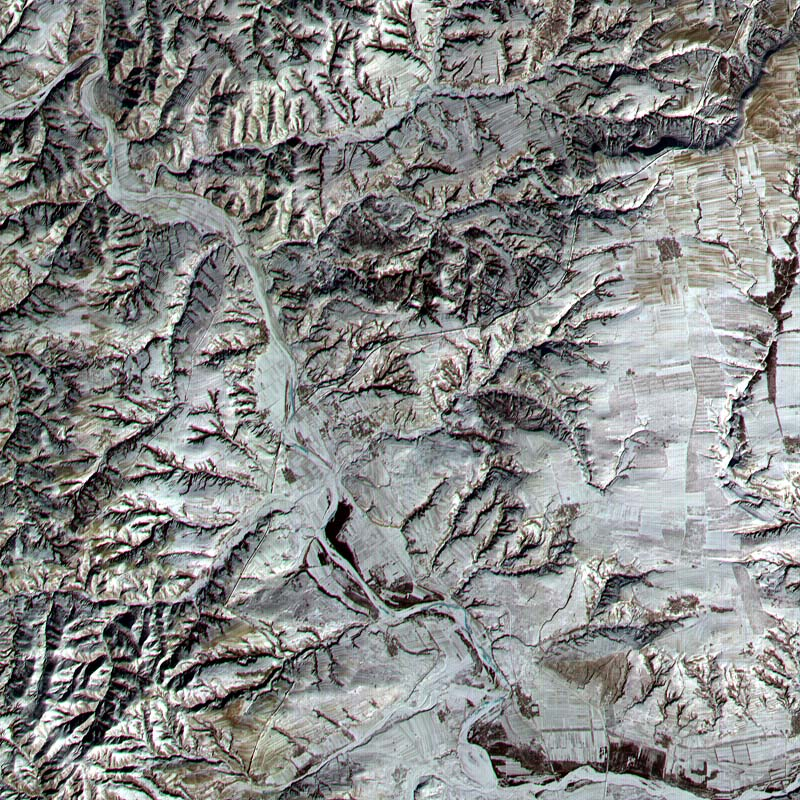
یک تصویر ماهواره‌ای از یک قسمت از دیوار چین، که به صورت قطری از پایین سمت چپ به بالا سمت راست کشیده شده‌است (با رودخانه‌ای که از بالا سمت چپ به پایین سمت راست کشیده شده)

این ادعا که این دیوار تنها پدیده انسانی است که از فضا قابل رؤیت می‌باشد، بارها تکذیب شده‌است ولی هنوز در باور عوام جا دارد. در واقع بسیاری از پدیده‌های انسان‌ساز، به خصوص در نور شب از فضا قابل رؤیت هستند اما تشخیص دیوار چین با چشم غیرمسلح از هر نقطه‌ای در مدار زمین کاملاً غیرممکن است.
فضانوردان آپولو این ادعا را مطرح نکرده‌اند و حتی فضانوردانی که در مدار زمین می‌چرخند نیز به سختی می‌توانند چنین ادعایی مطرح سازند. گفته می‌شود که این تصور چند دهه قبل از اولین فرود بر سطح ماه توسط ریچارد هالیبرتون مطرح گردیده‌است. از یکی از فضانوردان نقل شده‌است که «دیوار چین از ارتفاع حدود ۱۸۰ مایلی ناپدید می‌شود.»و دیگر قابل مشاهده نمی باشد.

## نگارخانه

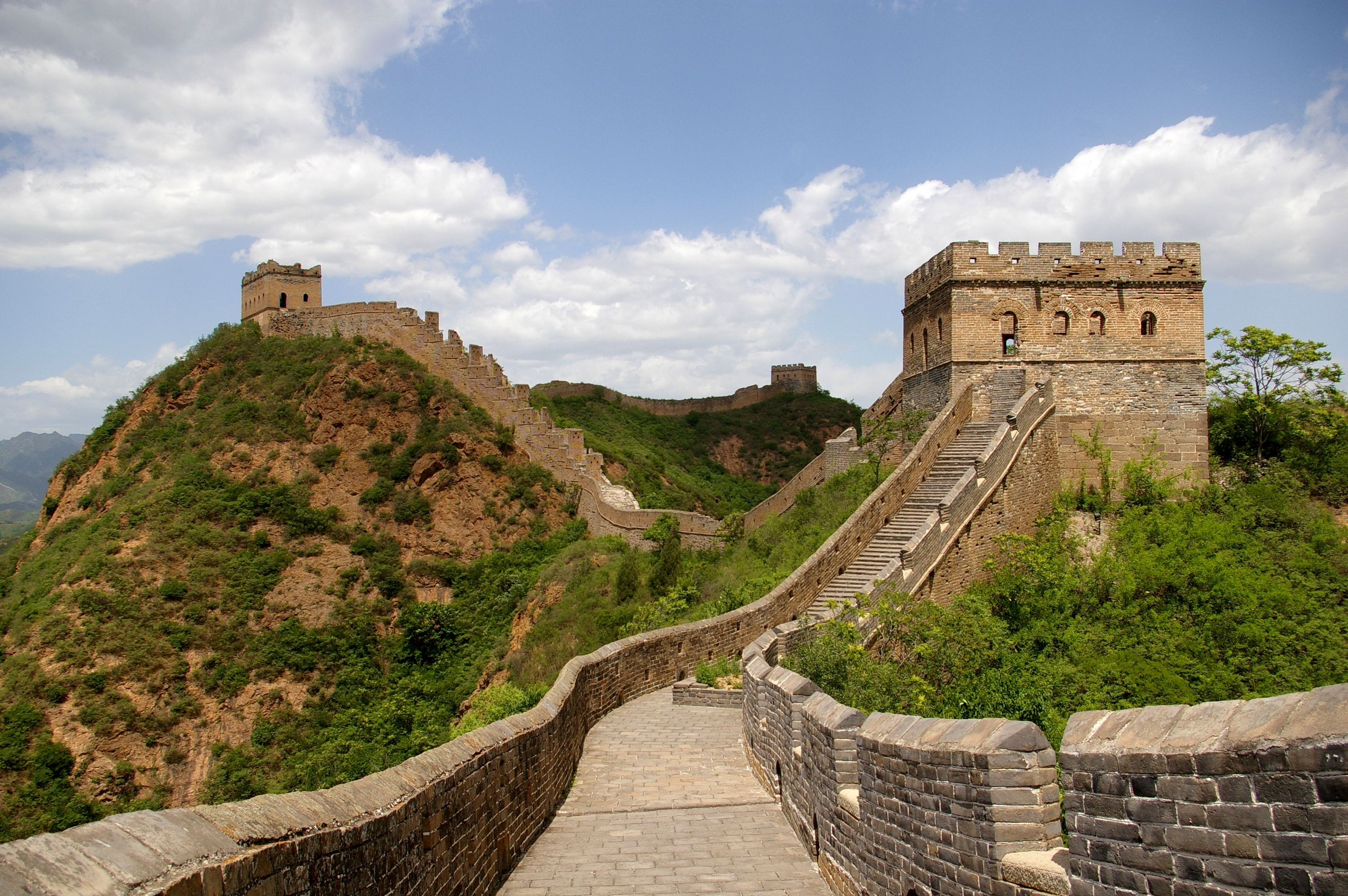
دیوار بزرگ چین
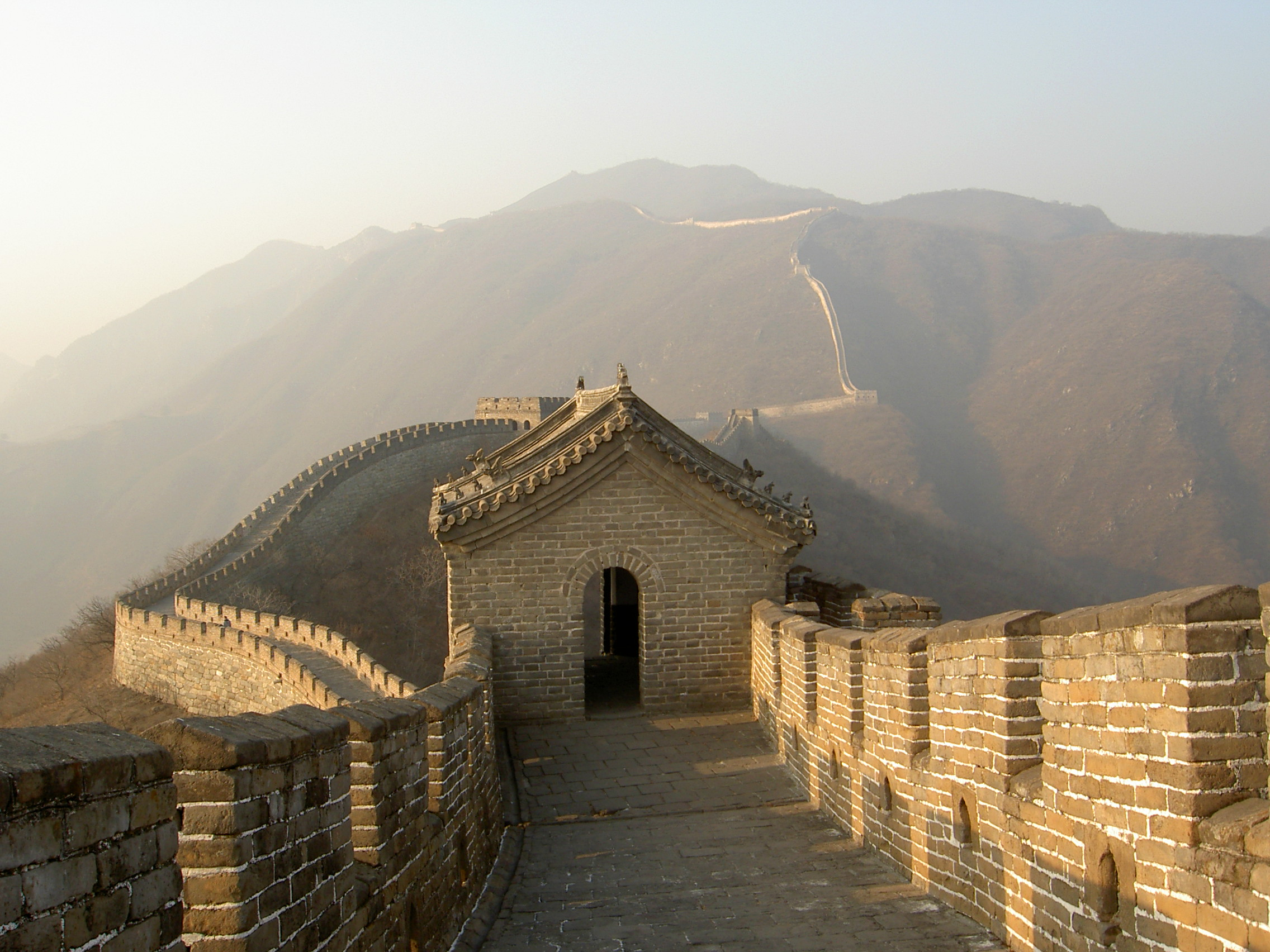
دیوار بزرگ چین، بخش موتانیانیو
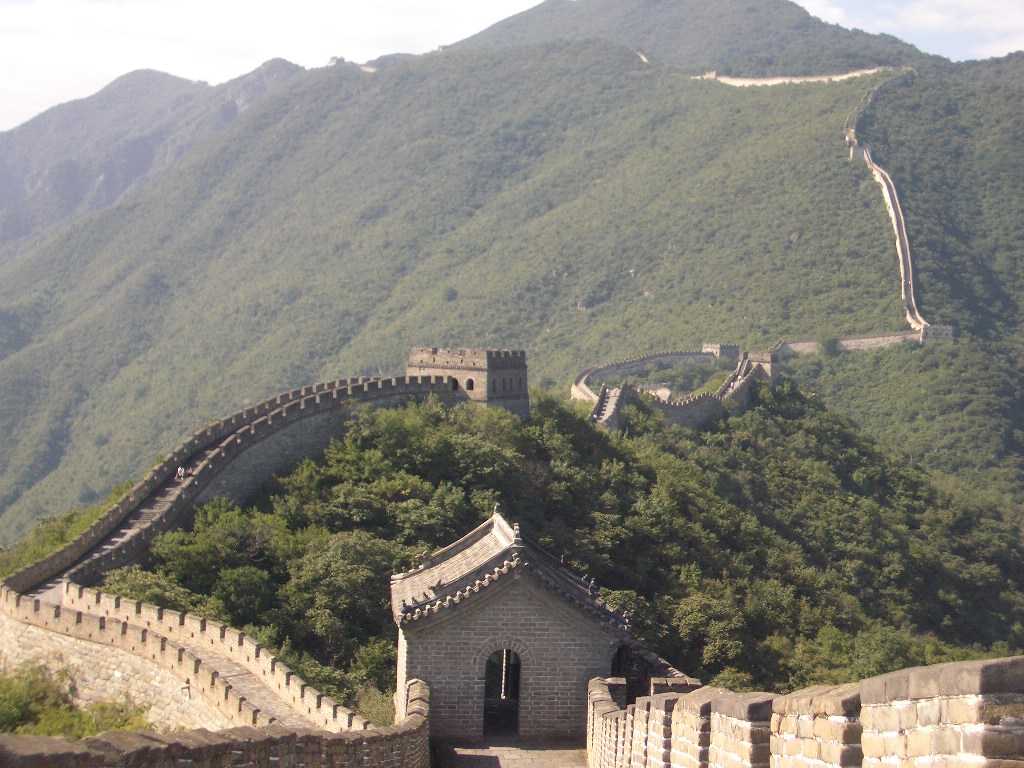
دیوار بزرگ چین، بخش موتانیانیو
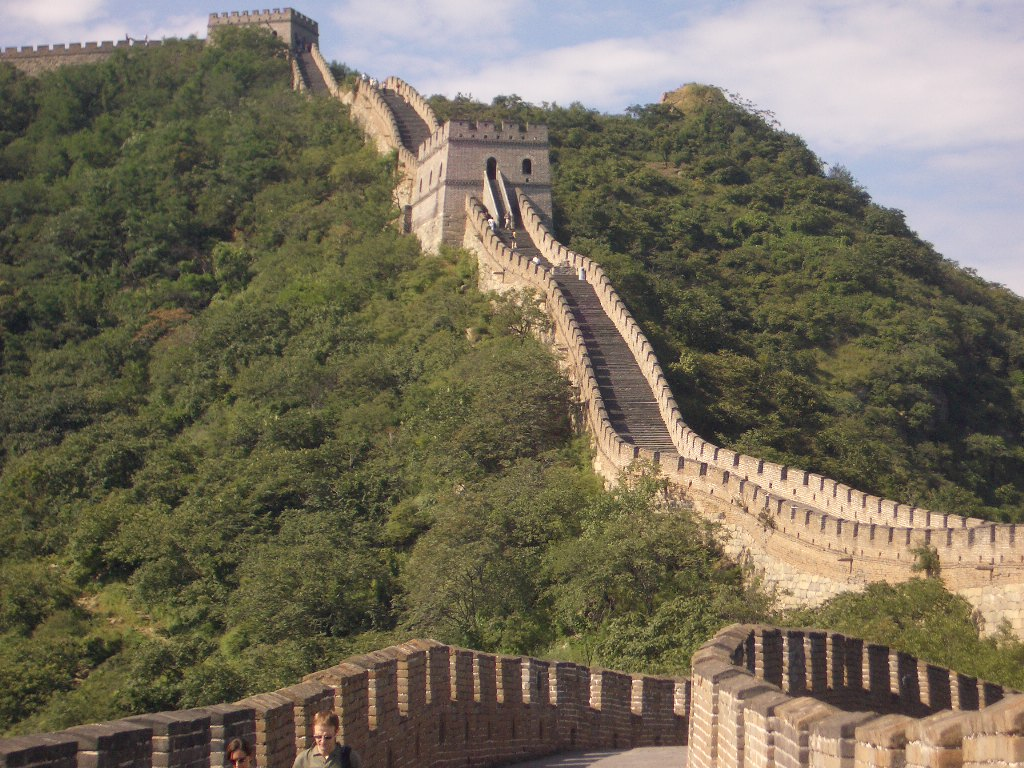
دیوار بزرگ چین، بخش موتانیانیو
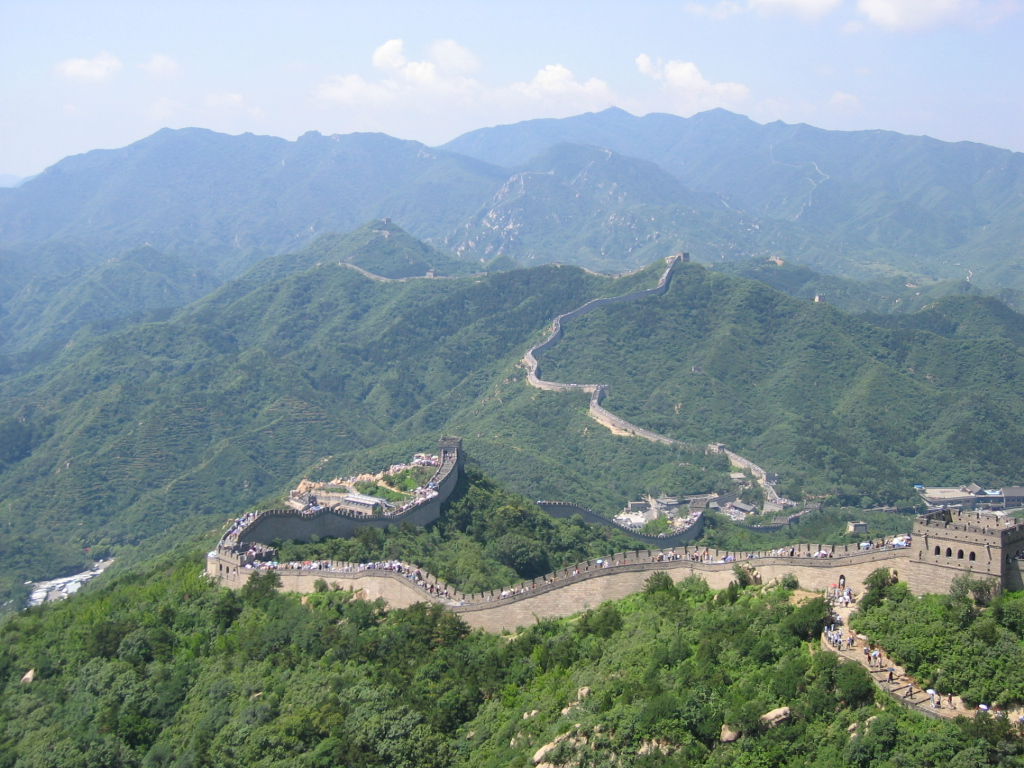
دیوار بزرگ چین - تابستان سال ۲۰۰۴
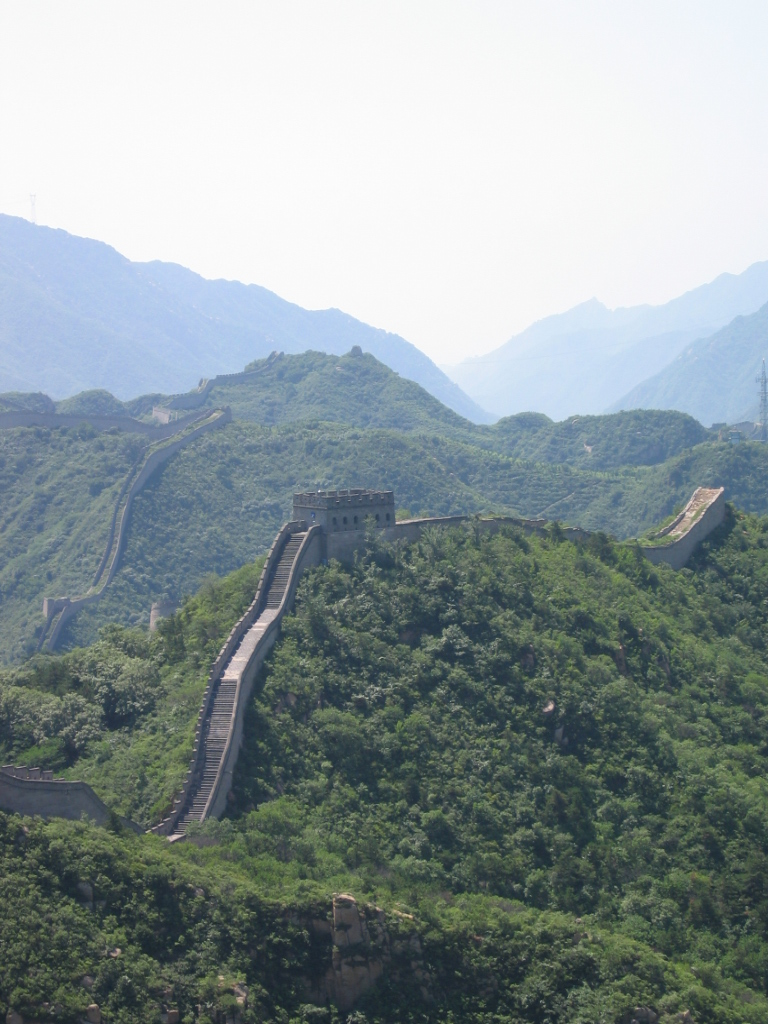
دیوار بزرگ چین - تابستان سال ۲۰۰۴
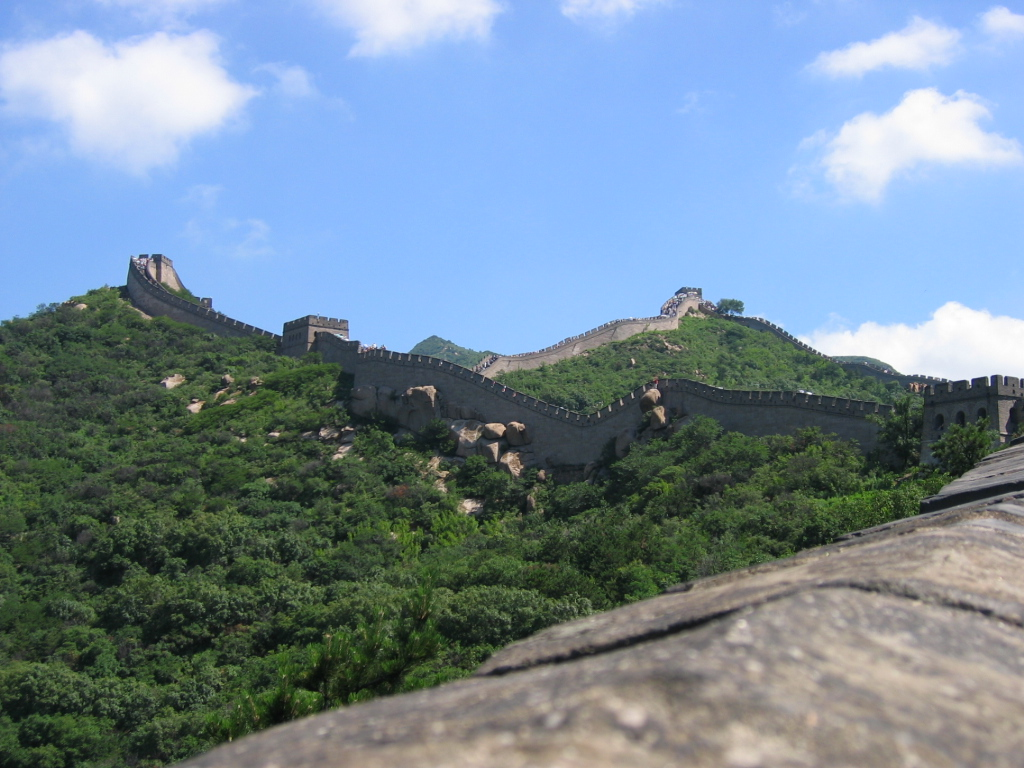
دیوار بزرگ چین - تابستان سال ۲۰۰۴
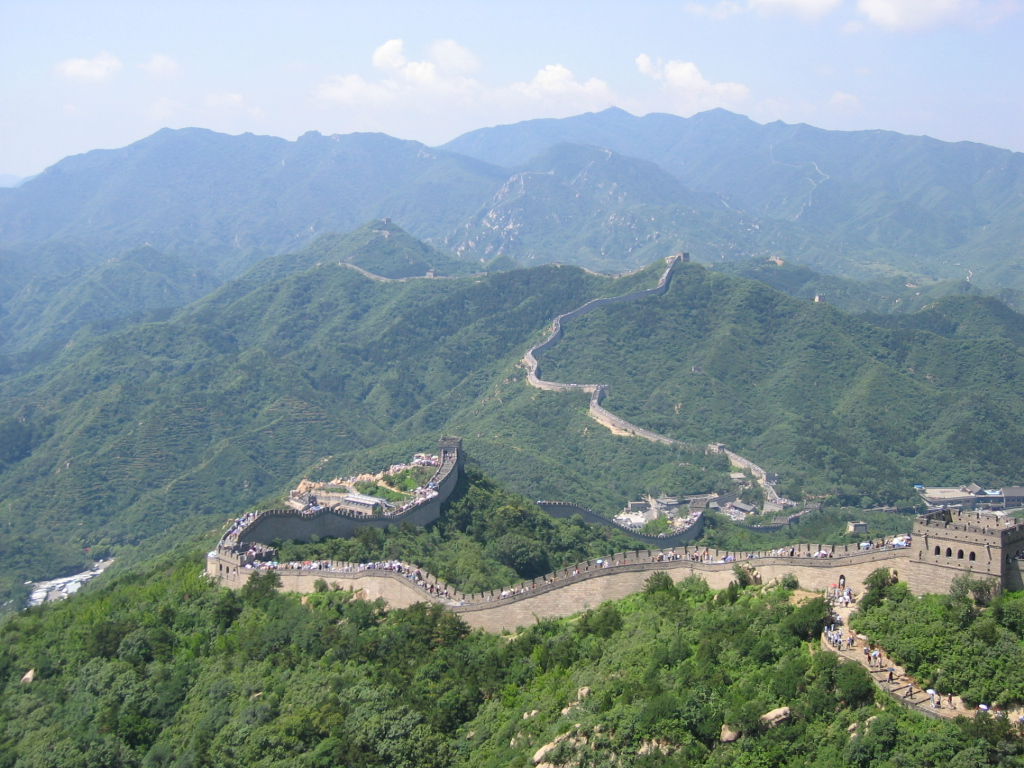
دیوار بزرگ چین - تابستان سال ۲۰۰۴
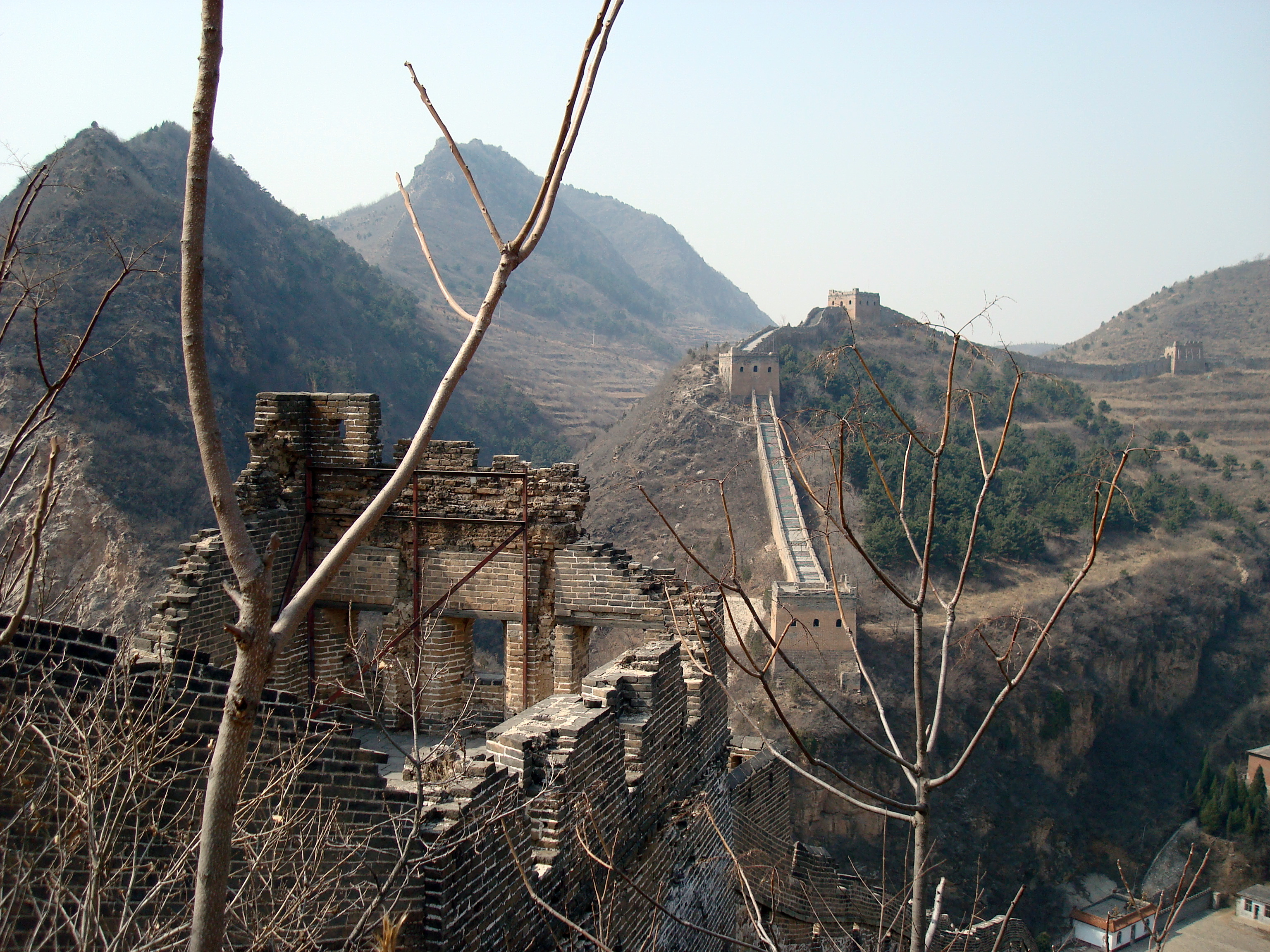
دیوار بزرگ در سماتائ مشرف به تنگه (گلوگاه)